# 和田まあや
和田 まあや（わだ まあや、1998年〈平成10年〉4月23日 - ）は、日本のタレント、舞台女優、実業家であり、株式会社kabo代表取締役、女性アイドルグループ乃木坂46の元メンバーである。広島県福山市出身。

## 来歴
乃木坂46結成以前は、F.Rose・エンターテイメントスタジオに所属していた。
2011年（平成23年）8月21日、乃木坂46第1期メンバーオーディションに合格、オーディションではAKB48の「ポニーテールとシュシュ」を歌った。オーディション時暫定選抜メンバーに選ばれる。
2014年（平成26年）1月26日、乃木坂46の8thシングル「気づいたら片想い」で初選抜。
2015年（平成27年）6月3日、『Rの法則』（NHK Eテレ）の第6期メンバーに選出。
2016年（平成28年）8月29日、『真夏の全国ツアー2016〜4th Year Birthday Live〜』の2日目公演で乃木團のキーボードとして永島聖羅の後任で加入。
2019年（平成31年）1月、『16人のプリンシパル』以来、自身初となる舞台『ユニコーン』に出演。
2020年（令和2年）2月24日、乃木坂46の25thシングル「しあわせの保護色」で約6年ぶりに選抜復帰したこと、また自身初となる初福神として選出されたことが発表される。4月23日、23歳の誕生日にInstagramを開設。
2022年（令和4年）7月18日、自身のブログで30枚目のシングルの活動をもって卒業することを発表。10月5日、大阪・オリックス劇場での『乃木坂46 30thSGアンダーライブ』3days最終公演がラストライブとなった。12月4日をもって乃木坂46での活動を終了した。
2023年（令和5年）1月10日、乃木坂46公式サイト内の公式ブログが閉鎖。同年3月1日、株式会社kaboの設立と代表取締役の就任、ファンクラブの開設を公表。同年4月8日、「豆腐マイスターおからの日アンバサダー」及び「つきじおから茶特別アンバサダー」に就任し、乃木坂46卒業後 初のイベントに登壇した。
2024年、アイドルプロデュースを開始。
2025年、表参道のカフェ勤務。

## 人物
愛称は、まあや。名前がひらがなである理由は優しさを感じるためであり、優しい子になってほしいという願いを込めて父親が名付けた。
特技は空手、ブリッジ。保有資格は薬膳コーディネーター、ベビーシッター。
乃木坂46の弓木奈於とは高校時代の同級生で友人。
乃木坂46の冠番組（『乃木坂って、どこ?』・『乃木坂工事中』）で共演していたバナナマンの設楽統と同じ誕生日。
プロ野球は広島東洋カープのファン。

## 作品

### シングル
乃木坂46
- 左胸の勇気（2012年2月22日、SRCL-7900/6） - EAN 4988009051550。
- 乃木坂の詩（2012年2月22日、SRCL-7900/1） - EAN 4988009051550。
- 狼に口笛を（2012年5月2日、SRCL-7970/1） - EAN 4988009052267。
- 涙がまだ悲しみだった頃（2012年8月22日、SRCL-8058/9） - EAN 4988009052861。
- 海流の島よ（2012年8月22日、SRCL-8064） - EAN 4988009052915。
- 春のメロディー（2012年12月19日、SRCL-8205/6） - EAN 4988009056456。
- 13日の金曜日（2013年3月13日、SRCL-8255/6） - EAN 4988009080840。
- 扇風機（2013年7月3日、SRCL-8317/8） - EAN 4988009084732。
- 人間という楽器（2013年7月3日、SRCL-8321） - EAN 4988009084756。
- 初恋の人を今でも（2013年11月27日、SRCL-8427/8） - EAN 4988009087900。
- 気づいたら片想い（2014年4月2日、SRCL-8520/6） - EAN 4988009092270。
- ロマンスのスタート（2014年4月2日、SRCL-8520/6） - EAN 4988009092270。
- 吐息のメソッド（2014年4月2日、SRCL-8520/1） - EAN 4988009092270。
- ここにいる理由（2014年7月9日、SRCL-8567/8） - EAN 4988009094236。
- 私、起きる。（2014年10月8日、SRCL-8623/4） - EAN 4988009097268。
- あの日 僕は咄嗟に嘘をついた（2014年10月8日、SRCL-8625/6） - EAN 4988009097251。
- 君は僕と会わない方がよかったのかな（2015年3月18日、SRCL-8784/5） - EAN 4988009104591。
- 別れ際、もっと好きになる（2015年7月22日、SRCL-8844/5） - EAN 4988009110790。
- 嫉妬の権利（2015年10月28日、SRCL-8910/6） - EAN 4988009116747。
- 不等号（2016年3月23日、SRCL-9032/3） - EAN 4988009125503。
- シークレットグラフィティー（2016年7月27日、SRCL-9145/6） - EAN 4988009131429。
- ブランコ（2016年11月9日、SRCL-9260/1） - EAN 4547366278873。
- 風船は生きている（2017年3月22日、SRCL-9374/5） - EAN 4547366297539。
- アンダー（2017年8月9日、SRCL-9491/2） - EAN 4547366319163。
- My rule（2017年10月11日、SRCL-9576/7） - EAN 4547366330335。
- Against（2018年4月25日、SRCL-9782/90） - EAN 4547366354140。
- 新しい世界（2018年4月25日、SRCL-9784/5） - EAN 4547366354157。
- 三角の空き地（2018年8月8日、SRCL-9913/4） - EAN 4547366369465。
- 日常（2018年11月14日、SRCL-9976/7） - EAN 4547366382044。
- 滑走路（2019年5月29日、SRCL-11186/94） - EAN 4547366406672。
- 〜Do my best〜じゃ意味はない（2019年9月4日、SRCL-11266/7） - EAN 4547366418606。
- しあわせの保護色（2020年3月25日、SRCL-11460/8） - EAN 4547366444193。
- 世界中の隣人よ（2020年5月25日）[33]
- 口ほどにもないKISS（2021年1月27日、SRCL-11682/3） - EAN 4547366487251。
- 錆びたコンパス（2021年6月9日、SRCL-11842/3） - EAN 4547366507317。
- マシンガンレイン（2021年9月22日、SRCL-11880/1） - EAN 4547366522303。
- 泥だらけ（2021年9月22日、SRCL-11886/7） - EAN 4547366522341。
- 他人のそら似（2021年9月22日、SRCL-11888） - EAN 4547366522334。
- 届かなくたって…（2022年3月23日、SRCL-12104/5） - EAN 4547366549072。
- Under's Love（2022年8月31日、SRCL-12210/8） - EAN 4547366571950。
- 夢を見る筋肉（2022年8月31日、SRCL-12218） - EAN 4547366571981。

こじ坂46
- 風の螺旋（2014年11月26日、KIZM-90317/8） - EAN 4988003460884。

### アルバム
乃木坂46
- 透明な色（2015年1月7日、SRCL-8662/7） - EAN 4988009099934。
- それぞれの椅子（2016年5月25日、SRCL-9078/86） - EAN 4988009128580。
- 生まれてから初めて見た夢（2017年5月24日、SRCL-9437/44） - EAN 4547366307825。
- 僕だけの君〜Under Super Best〜（2018年1月10日、SRCL-9630/7） - EAN 4547366336214。
- 今が思い出になるまで（2019年4月17日、SRCL-11140/7） - EAN 4547366401325。
- Time flies（2021年12月15日、SRCL-12020/30） - EAN 4547366534184。

### 映像作品
- 和田まあや×藤原知之（2012年2月22日） - EAN 4988009051550。
- 和田まあや×岩元正幸（2012年5月2日） - EAN 4988009052250。
- 和田まあや×井上佐由紀（2012年8月22日） - EAN 4988009052892。
- 和田まあや（2012年12月19日） - EAN 4988009056456。
- 和田まあや×石井貴英+KAI（2013年3月13日） - EAN 4988009080840。
- 16人のプリンシパル@PARCO劇場ダイジェスト（2013年7月3日） - EAN 4988009084725。
- 初夏の全力! 乃木坂46大運動会（2013年7月3日） - EAN 4988009084732。
- 和田まあや×林隆行（2013年11月27日） - EAN 4988009087887。
- 乃木坂46 1ST YEAR BIRTHDAY LIVE 2013.2.22 MAKUHARI MESSE（2014年2月5日） - EAN 4988009090900。
- NOGIBINGO!（2014年3月7日） - EAN 4988021109758。
- 和田まあや×谷口功・和田大輔（2014年7月9日） - EAN 4988009094212。
- NOGIBINGO!2（2014年9月12日） - EAN 4988021299015。
- 和田まあや（2014年10月8日） - EAN 4988009097268。
- 北野日奈子&和田まあや（2015年3月18日） - EAN 4988009104591。
- NOGIBINGO!3（2015年4月24日） - EAN 4988021729635。
- AKB48 リクエストアワーセットリストベスト1035 2015（2015年4月30日） - EAN 4580303213667。
- 乃木坂46 2ND YEAR BIRTHDAY LIVE 2014.2.22 YOKOHAMA ARENA（2015年6月17日） - EAN 4988009110134。
- 佐々木琴子&和田まあや（2015年7月22日） - EAN 4988009110790。
- NOGIBINGO!4（2015年10月16日） - EAN 4988021729734。
- 和田まあや（2015年10月28日） - EAN 4988009116761。
- 悲しみの忘れ方 Documentary of 乃木坂46（2015年11月18日） - EAN 4988104099327。
- 初森ベマーズ（2016年1月20日） - EAN 4988104099433。
- NOGIBINGO!5（2016年2月19日） - EAN 4988021729871。
- 和田まあや（2016年3月23日） - EAN 4988009125503。
- 乃木坂46 3rd YEAR BIRTHDAY LIVE 2015.2.22 SEIBU DOME（2016年7月6日） - EAN 4988009129518。
- NOGIBINGO!6（2016年9月30日） - EAN 4988021714662。
- 和田まあや（2017年3月22日） - EAN 4547366297515。
- 乃木坂46 4th YEAR BIRTHDAY LIVE 2016.8.28-30 JINGU STADIUM（2017年6月28日） - EAN 4547366310580。
- NOGIBINGO!7（2017年8月4日） - EAN 4988021146081。
- 乃木坂46 5th YEAR BIRTHDAY LIVE 2017.2.20-22 SAITAMA SUPER ARENA（2018年3月28日） - EAN 4547366344523。
- 乃木坂46 真夏の全国ツアー2017 FINAL! IN TOKYO DOME（2018年7月11日） - EAN 4547366363999。
- NOGIBINGO!9（2018年10月19日） - EAN 4988021147392。
- 乃木坂46 6th YEAR BIRTHDAY LIVE 2018.07.06-08 JINGU STADIUM&CHICHIBUNOMIYA RUGBY STADIUM（2019年7月3日） - EAN 4547366411270。
- いつのまにか、ここにいる Documentary of 乃木坂46（2019年12月25日） - EAN 4988104123695。
- 乃木坂46 7th YEAR BIRTHDAY LIVE 2019.2.21-24 KYOCERA DOME OSAKA（2020年2月5日） - EAN 4547366438956。
- 乃木坂46 8th YEAR BIRTHDAY LIVE 2020.2.21-24 NAGOYA DOME（2020年12月23日） - EAN 4547366482812。
- NOGIZAKA46 Mai Shiraishi Graduation Concert 〜Always beside you〜（2021年3月10日） - EAN 4547366491104。
- 乃木坂46 9th YEAR BIRTHDAY LIVE 5DAYS（2022年6月8日） - EAN 4547366541441, EAN 4547366541465。
- 乃木坂スター誕生!2 第1巻（2022年7月22日） - EAN 4988021718974, EAN 4988021141550。
- 乃木坂46 真夏の全国ツアー2021 FINAL! IN TOKYO DOME（2022年11月16日） - EAN 4547366576009, EAN 4547366576016。
- 乃木坂46 10th YEAR BIRTHDAY LIVE（2023年2月22日） - EAN 4547366594324, EAN 4547366594447。
- さ〜ゆ〜Ready?さゆりんご軍団ライブ/松村沙友理 卒業コンサート（2023年4月26日）[34]
- 生田絵梨花 卒業コンサート（2023年4月26日）[34]

## 出演

### その他のテレビ番組
- Rの法則（2015年6月8日 - 2018年4月24日、NHK Eテレ）第6期・R'sナンバー：000086[8]
- ポケTの坂道でおじんじょ（2019年7月20日 - 2021年5月9日、テレビ新広島）MC[35]

### 舞台
- MASHIKAKU CONTE LIVE
  - ユニコーン（2019年1月9日 - 13日、博品館劇場）[36]
  - リンドバーグ（2020年1月5日 - 9日、博品館劇場）[37]
  - ハイスタンダード（2023年2月22日 - 26日、博品館劇場）[38]
- 舞台「ハイスクール!奇面組3」〜危機一髪!修学旅行編〜（2020年11月18日 - 23日、草月会館 草月ホール）河川唯 役[39]

### 映画
- 嘘つきな君へ（2024年5月19日、株式会社アイエヌジー）[40][41]